# Comté de Hamlin
Le comté de Hamlin est un comté situé dans l'État du Dakota du Sud, aux États-Unis. En 2010, sa population est de 5 903 habitants. Son siège est Hayti.

## Histoire
Créé en 1873, le comté doit son nom au vice-président Hannibal Hamlin.

## Villes du comté
- Cities :
  - Bryant
  - Castlewood
  - Estelline
  - Lake Norden
- Towns :
  - Hayti
  - Hazel
- Census-designated place :
  - Lake Poinsett

## Démographie
Selon l'American Community Survey, en 2010, 95,61 % de la population âgée de plus de 5 ans déclare parler l'anglais à la maison, 2,48 % l'allemand, 1,83 % l'espagnol et 0,08 % une autre langue.
| 1880 | 1890  | 1900  | 1910  | 1920  | 1930  |
| ---- | ----- | ----- | ----- | ----- | ----- |
| 693  | 4 623 | 5 945 | 7 475 | 8 054 | 8 299 |

| 1940  | 1950  | 1960  | 1970  | 1980  | 1990  |
| ----- | ----- | ----- | ----- | ----- | ----- |
| 7 562 | 7 058 | 6 303 | 5 172 | 5 261 | 4 974 |

| 2000  | 2010  | - | - | - | - |
| ----- | ----- | - | - | - | - |
| 5 540 | 5 903 | - | - | - | - |